# 122. pehotni bataljon (ločeni)
122. pehotni bataljon (ločeni) (angleško 122nd Infantry Battalion (Separate); tudi Grški bataljon) je bil pehotni bataljon Kopenske vojske ZDA, ki je bil ustanovljen iz grških pripadnikov Kopenske vojske ZDA.

## Zgodovina
Bataljon je bil ustanovljen januarja 1943 na ukaz Franklina D. Roosevelta z namenom, da bi bila predhodnica morebitne ameriške invazije na Grčijo. Pripadniki enote so bili Grki in grški Američani. Major Peter Clainos, prvi grški Američan, ki je končal West Point, je postal poveljnik bataljona. Številka 122 je označevala 122. obletnico grške osamosvojitve izpod Otomanskega imperija.
Grški Američani so bili jedro častniškega zbora bataljona; ker jih ni bilo dovolj, so v enoto sprejeli tudi ameriške častnike, ki so se prostovoljni prijavili. Pogoj je bilo znanje (klasične) grščine.
Urjenje se je pričelo februarja istega leta in je trajalo sedem mesecev.
Avgusta 1943 je OSS pričela rekrutirati med pripadniki bataljona in posledično je bil sepembra bataljon razpuščen. Več kot 220 pripadnikov bataljona se je prostovoljno javilo za OSS.

## Organizacija
- Štabna četa
- (pehotna) četa A
- (pehotna) četa B
- (pehotna) četa C
- (težko-orožna) četa D